# Ann Therese Ndong Jatta
Pour les articles homonymes, voir Jatta.
 (janvier 2021).
Ann Therese Ndong Jatta est une femme politique gambienne qui fut ministre de l'Éducation et directrice du bureau d'éducation en Afrique, instance de l'UNESCO.

## Biographie
Ann Therese Ndong Jatta est née le 22 juin 1956 à Banjul, la capitale de la Gambie.
Elle possède un honours degree en histoire et en éducation. En 1983, elle part aux États-Unis pour suivre un master à l'université Vanderbilt à Nashville.[réf. nécessaire] À son retour en Gambie en 1985, elle est nommée directrice de la St Peter’s High School, poste qu'elle occupe en parallèle de celui de coordinatrice du programme de formation à la gestion d'établissements scolaires, sponsorisé par le Commonwealth.[réf. nécessaire]
Plus tard, elle retourne aux États-Unis pour effectuer deux post-doctorats en analyse politique et en développement du leadership à l'université Yale.[réf. nécessaire]. [évasif] De nouveau de retour en Gambie, elle est nommée directrice de la planification de son pays en 1995. De 1999 à 2004, elle occupe le poste de ministre de l'Éducation.
En 2004, elle rejoint l'UNESCO en tant que directrice de l'éducation élémentaire, puis devient directrice du Bureau d'Éducation en Afrique en 2008.